# Lanslevillard
Lanslevillard là một xã thuộc tỉnh Savoie trong vùng Rhône-Alpes ở đông nam nước Pháp. Xã này nằm ở khu vực có độ cao từ 1439-3560 mét trên mực nước biển.